# Sakramentale

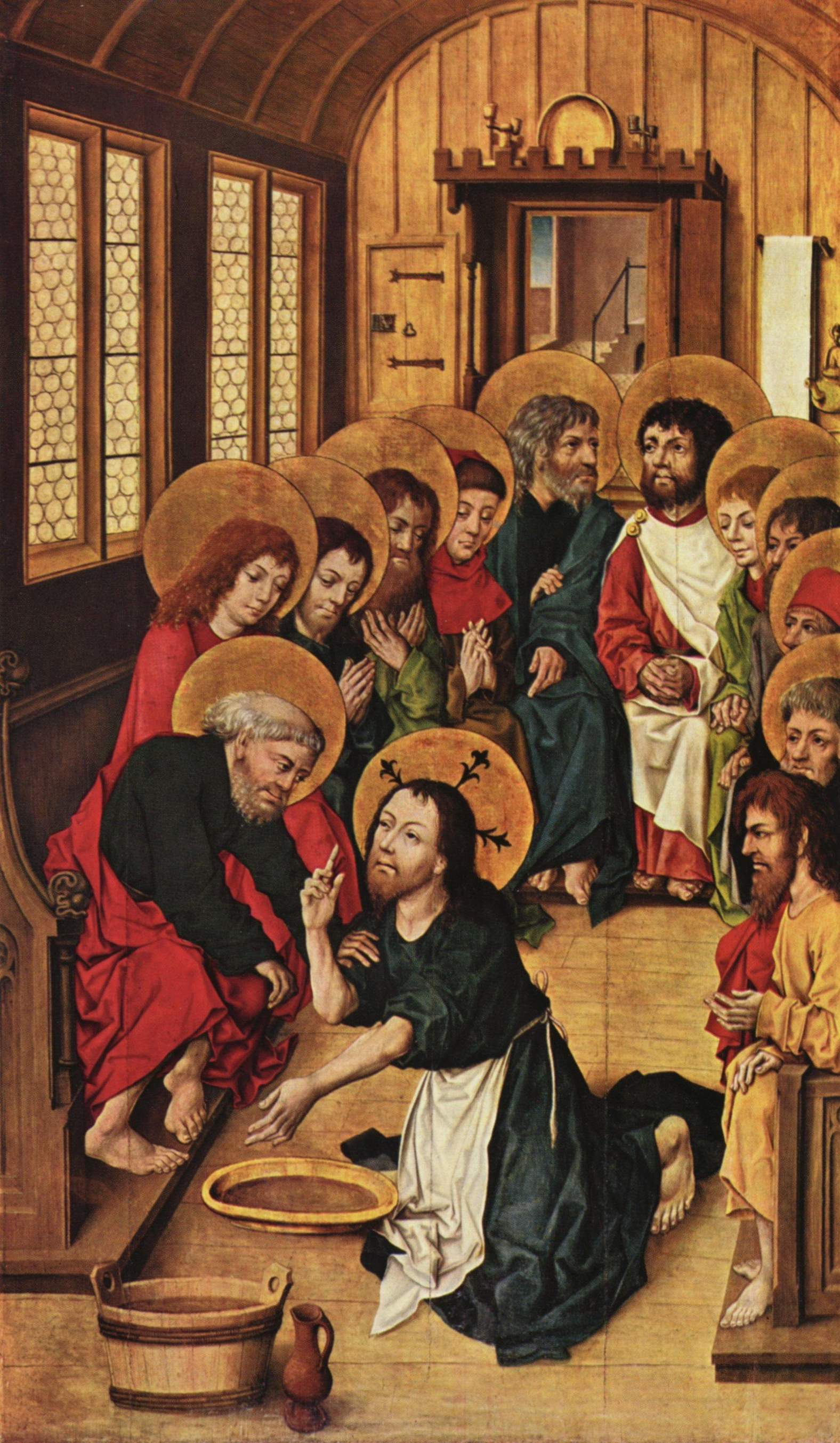
Die Fußwaschung (Meister des Hausbuches, linker Flügel des Passionsaltars, um 1475)

Sakramentalien (von lateinisch [signa] sacramentalia; Einzahl Sakramentale, lateinisch [signum] sacramentale ‚sakramentales Zeichen‘) sind nach römisch-katholischem Verständnis heilige Zeichen, rituell-symbolische Handlungen und Zeremonien, die in gewisser Nachahmung der Sakramente geistliche Wirkungen (zum übernatürlichen Nutzen der daran Glaubenden) bezeichnen und durch die Fürbitte der Kirche erlangt werden (vgl. can. 1166 CIC). Sie legen sich wie ein Kranz um die Sakramente und verlängern diese in den Alltag der Christen hinein.

## Wesen und Wirkung
Sakramentalien sind Wesensvollzüge der Kirche und Ausdruck ihrer sakramentalen Grundstruktur. Die Segnungen sind Lobpreisungen Gottes um seiner Werke und Gaben willen. Als Zeichenhandlungen sollen sie „das Leben der einzelnen und der menschlichen Gemeinschaft in seinen verschiedenen Phasen und Bereichen aus dem Glauben deuten und gestalten“.

„Die Kirche hat Sakramentalien eingesetzt, um gewisse Ämter der Kirche, gewisse Lebensstände, vielerlei Umstände des christlichen Lebens sowie den Gebrauch von Gegenständen, die dem Menschen nützlich sind, zu heiligen.“

Anders als Sakramente wirken die von den Aposteln oder der Kirche eingesetzten Sakramentalien nicht aus sich heraus. Ihre Wirkung beruht auf dem Weihegebet der Kirche und dem Glauben und Vertrauen des einzelnen Christen, des Spenders und Empfängers. Sie „bereiten durch das Gebet der Kirche vor, die Gnade zu empfangen und mit ihr mitzuwirken.“
Die Sakramentalien sind ein Tun im Sinne der königlich-priesterlichen Berufung jedes Christen sind, aus dem Glauben und in Einheit mit der Kirche das tägliche Leben zu gestalten und von den Gaben Gottes im Geist des Evangeliums Gebrauch zu machen.

## Arten von Sakramentalien
Es gibt verschiedene Arten von Sakramentalien. Eine vollständige Liste besteht nicht.

„Zu den Sakramentalien gehören in erster Linie die Segnungen (von Personen, Gegenständen, Orten oder Mahlzeiten). Jede Segnung ist ein Lobpreis Gottes und ein Gebet um seine Gaben.“

Zu den Sakramentalien gehören außerdem die Weihen, Exorzismen, Prozessionen, gottesdienstliche Feiern und Rituale. Sie umfassen sowohl die Weihe oder Segnung von Personen (Jungfrauenweihe, Ordensprofess, Benediktion eines Abtes oder einer Äbtissin) als auch von Gegenständen (Altarweihe, Konsekration eines Kelches) und Orten (Kirchweihe, Friedhofssegnung). Die Segnung der Kinder und der Mahlzeiten sind Beispiele für Sakramentalien, die in der Familie gespendet werden. Die Segnung der Palmzweige am Palmsonntag, die Spendung des Aschenkreuzes, die Fußwaschung am Gründonnerstag, die Kreuzverehrung am Karfreitag, das Weihwasser, das Taufgedächtnis und die Kirchliche Begräbnisfeier sind ebenfalls Sakramentalien.
Einige Weihen haben dauerhafte Wirkung, wenn Personen Christus und dem Dienst der Kirche bzw. Orte und Gegenstände für den liturgischen Gebrauch geweiht werden. Diese Weihen werden ein für alle Mal gespendet und nie wiederholt. Was einmal durch Weihe oder Segnung für den Gottesdienst geweiht oder gesegnet wurde, darf nicht zweckentfremdet werden (CIC, can 1171). Es kann aber seine Weihe oder Segnung wieder verlieren (Profanierung), sei es durch Zerstörung oder durch ein Dekret der zuständigen kirchlichen Autorität.
Das Benediktionale legt fest, ob ein Sakramentale nur von Klerikern bzw. solchen eines bestimmten Weihegrades (Bischof, Priester, Diakon) oder auch von Laien gespendet werden kann. Je mehr eine Segnung auf die Kirche als solche und auf ihre sakramentale Mitte bezogen ist, desto mehr ist sie den Trägern eines Weiheamtes in der Kirche zugeordnet. So werden etwa die Segnungen öffentlicher Einrichtungen durch einen Amtsträger vollzogen, der die Kirche in diesem Bereich vertritt. Daher sind dem Bischof Segnungen vorbehalten, in denen eine besondere Beziehung zur Diözese sichtbar wird; Priester, Diakone oder beauftragte Laien segnen im Leben der Pfarrgemeinde oder im örtlichen öffentlichen Leben; Eltern segnen in der Familie.

## Orthodoxe Kirchen
In den Orthodoxen Kirchen bzw. in der Orthodoxie kennt man an Sakramentalien die Artoklasia (Brotbrechen) und die Große Wasserweihe am Tag der Taufe Jesu.